# Thọ An
Thọ An là một xã thuộc huyện Đan Phượng, thành phố Hà Nội, Việt Nam.
Xã Thọ An có diện tích 5.58 km², dân số năm 1999 là 8553 người, mật độ dân số đạt 1533 người/km².